# Kannuküla
Kannuküla – wieś w Estonii, w prowincji Viljandi, w gminie Viljandi. Przez wieś przepływa rzeka Tarvastu.
W latach 1991–2017 (do czasu reformy administracyjnej estońskich gmin) wieś znajdowała się w gminie Tarvastu.
Nazwa mogła pochodzić od słowa känd.